# Okręg Magdeburg
Okręg Magdeburg (niem. Bezirk Magdeburg) – okręg administracyjny w dawnej Niemieckiej Republice Demokratycznej.

## Geografia
Okręg położony w środkowo-zachodniej części NRD.

### Podział
- Magdeburg
- Powiat Burg
- Powiat Gardelegen
- Powiat Genthin
- Powiat Halberstadt
- Powiat Haldensleben
- Powiat Havelberg
- Powiat Kalbe (Milde) (do grudnia 1987)
- Powiat Klötze
- Powiat Loburg (do czerwca 1957)
- Powiat Oschersleben
- Powiat Osterburg
- Powiat Salzwedel
- Powiat Schönebeck
- Powiat Seehausen (do lipca 1965)
- Powiat Staßfurt
- Powiat Stendal
- Powiat Tangerhütte (do grudnia 1987)
- Powiat Wanzleben
- Powiat Wernigerode
- Powiat Wolmirstedt
- Powiat Zerbst

## Polityka

### Przewodniczący rady okręgu
- 1952–1953 Josef Hegen (1907-1969)
- 1954–1959 Paul Hentschel (1913-1959)
- 1959 Bruno Kiesler (komisarz) (1925-)
- 1960–1985 Kurt Ranke (1920-)
- 1985–1990 Siegfried Grünwald (1938-)
- 1990 Wolfgang Braun (Regierungsbevollmächtigter) (1939-)

### I sekretarzSEDokręgu
- 1952–1979 Alois Pisnik (1911-2004)
- 1979–1983 Kurt Tiedke (1924-)
- 1983–1989 Werner Eberlein (1919-2002)
- 1989 Wolfgang Pohl (1940-)
- 1989–1990 Manfred Dunkel